# Oxyopes modestus
Oxyopes modestus là một loài nhện trong họ Oxyopidae.
Loài này thuộc chi Oxyopes. Oxyopes modestus được Eugène Simon miêu tả năm 1876.